# Jingle Bells

A dal kottája

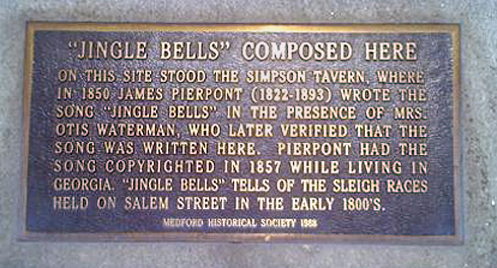
A medfordi házon lévő emléktábla

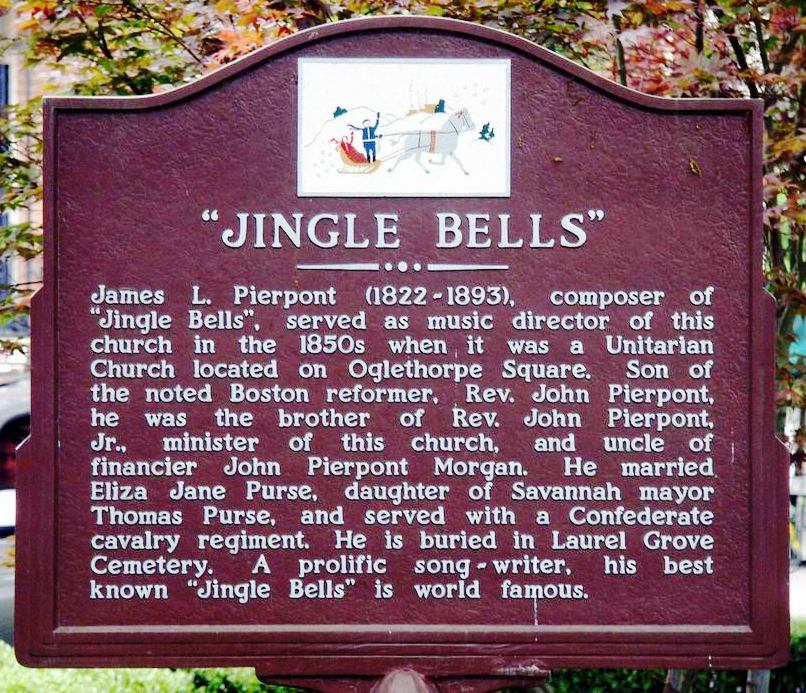
Savannahi emléktábla

A Jingle Bells egyike a világ legismertebb karácsonyi dalainak. A dalt James Lord Pierpont írta, és 1857-ben publikálta, akkor még „One Horse Open Sleigh” („Egylovas nyitott szánkó”) címmel. A dal eredetileg a Hálaadás körüli ünnepi időszakra íródott, csak a későbbi időkben vált belőle karácsonyi dal.

## Komponálása
A dal megírásának időpontja és körülményei annak ellenére homályosak, hogy a Massachusetts állambeli Medfordban lévő High Street 19 számú házon egy emléktábla látható, miszerint a dal abban a házban született 1850-ben. A Medfordi Helytörténeti Társaság szerint a dal ihletői a városban akkoriban tartott szánkóversenyek voltak.
A dal kottáját 1857. szeptember 16-án adták ki „One Horse Open Sleigh” címmel, majd 1859-ben újra kinyomtatták, akkor már „Jingle Bells, or the One Horse Open Sleigh” címmel. A dal kiadásának dátuma kétségessé teszi, hogy Medfordban írták volna, mivel abban az időben a szerző, Pierpoint a Georgia állambeli Savannahban volt az unitárius egyház orgonistája. Ugyanitt állt alkalmazásban a bátyja is, mint lelkész. Pierpoint abban az évben nyáron vette feleségül a polgármester lányát.

## Dallam
Az eredeti, 1857-es változat refrénjének a dallama meglehetősen különbözik a ma ismerttől, inkább komolyzenei stílusú volt.

## Szöveg
A dal címe, „Jingle Bells” arra a csengőfajtára utal, melyet a lóvontatta szánkókon a lovak nyakába kötöttek, hogy az egymással szemben közlekedő szánkók ne ütközzenek össze. A hó ugyanis elnyelte a szánkók és a lovak zaját, így a szemből érkező másik szánkót nem lehetett volna időben észrevenni a csengők csilingelése nélkül.
A dal szövege az idők folyamán kisebb változásokon ment keresztül. A leggyakrabban az első versszakot és a refrént éneklik:
Dashing through the snow
In a one-horse open sleigh
O'er the fields we go
Laughing all the way
Bells on bobtail ring'
Making spirits bright
What fun it is to ride and sing
A sleighing song tonight!
Refrén:
Jingle bells, jingle bells,
Jingle all the way.
Oh! what fun it is to ride
In a one-horse open sleigh.
Jingle bells, jingle bells,
Jingle all the way;
Oh! what fun it is to ride
In a one-horse open sleigh.''
A többi versszakot nem mindig adják elő:
A day or two ago
I thought I'd take a ride
And soon, Miss Fanny Bright
Was seated by my side,
The horse was lean and lank
Misfortune seemed his lot
He got into a drifted bank
And then we got upsot.
refrén
A day or two ago,
The story I must tell
I went out on the snow,
And on my back I fell;
A gent was riding by
In a one-horse open sleigh,
He laughed as there I sprawling lie,
But quickly drove away.
refrén
Now the ground is white
Go it while you're young,
Take the girls tonight
and sing this sleighing song;
Just get a bobtailed bay
Two forty as his speed
Hitch him to an open sleigh
And crack! you'll take the lead.
refrén

## A dal előadói

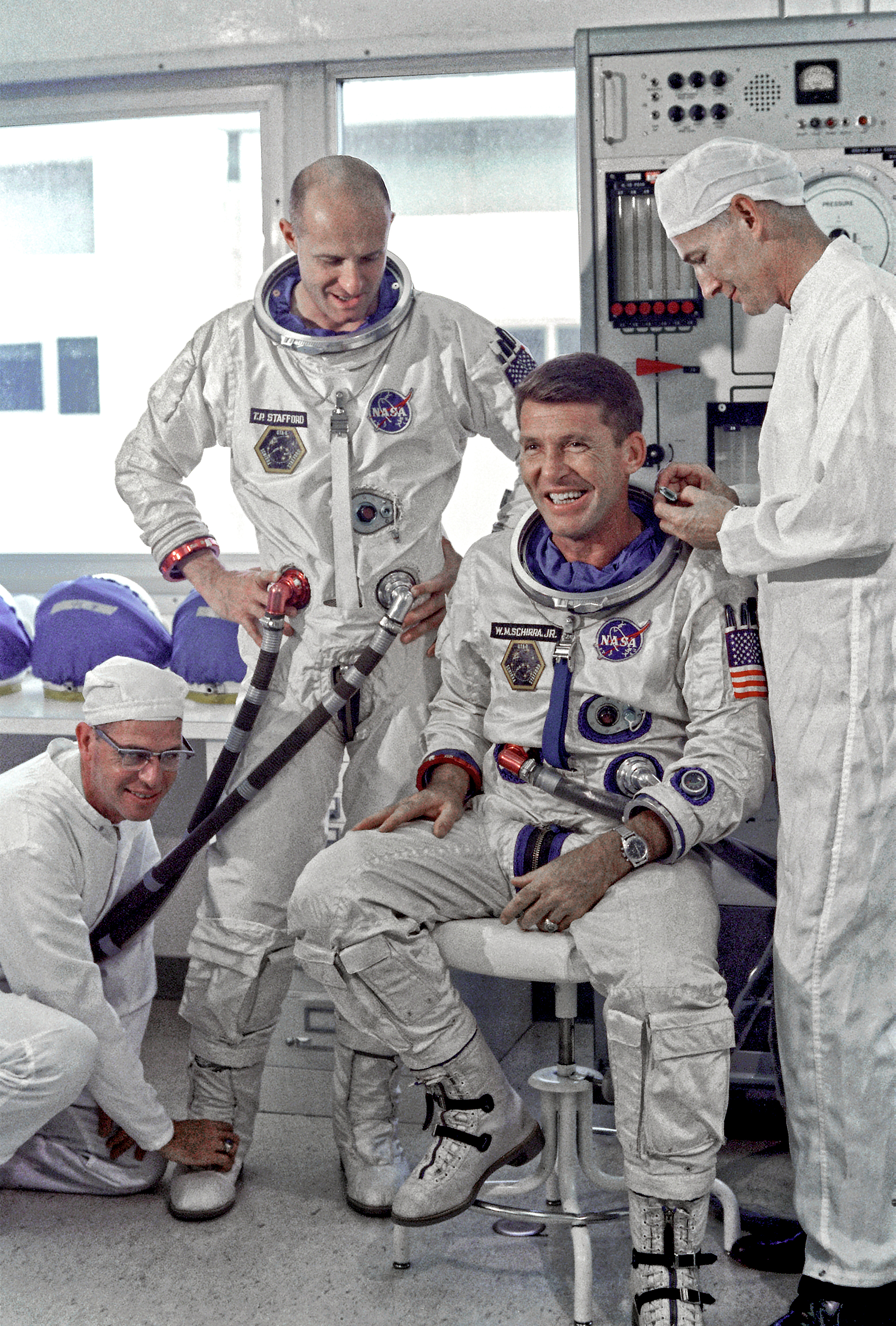
A Gemini-6 legénysége: Walter Schirra és Thomas P. Stafford

Mivel a dal világszerte az egyik legtöbbet előadott ünnepi dalok egyike, a szerzőjét jelölték a Songwriters Hall of Fame-be. A dalt először az Edison Male Quartette rögzítette 1898-ban, majd a Hayden Quartet 1902-ben.
Az egyik legismertebb változatot Bing Crosby és az Andrews-nővérek készítették 1943-ban, a dalból több mint 1 millió darabot adtak el. A Jingle Bells legismertebb előadói között találjuk Louis Armstrongot, a The Beatlest, a The Chipmunkst, Judy Collinst, Nat King Cole-t, Perry Comót, Placido Domingót, Duke Ellingtont, Ella Fitzgeraldot, Spike Jonest, Barry Manilowt, a The Million Dollar Quartetet (Johnny Cash, Jerry Lee Lewis, Carl Perkins és Elvis Presley), az ’N Syncet, Luciano Pavarottit, a Smokey Robinson and the Miraclest, Frank Sinatrát, Fats Wallert és a Yellót.
A Jingle Bells volt az első dal, amit az űrből is közvetítettek a Földre. 1965. december 16-án a Gemini-6 legénysége adta elő harmonikán.

## Fordítás
Ez a szócikk részben vagy egészben  a   Jingle Bells című angol Wikipédia-szócikk ezen változatának fordításán alapul.  Az eredeti cikk szerkesztőit annak laptörténete sorolja fel. Ez a jelzés csupán a megfogalmazás eredetét és a szerzői jogokat jelzi, nem szolgál a cikkben szereplő információk forrásmegjelöléseként.